# Світлоріченька
Світлорі́ченька (рос. Светлореченька) — селище у складі Нижньоломовського району Пензенської області, Росія.
Населення — 67 осіб (2010; 81 у 2002).
Національний склад станом на 2002 рік:
- росіяни — 96 %